# Ralph Nichols
Ralph Cyril Fulford Nichols (* 12. August 1910 in Islington; † 27. Mai 2001) war ein englischer Badmintonspieler. Leslie Nichols war sein Bruder. 1954 heiratete er seine Mixed-Partnerin Elisabeth O’Beirne.

## Karriere
Ralph Nichols war einer der bedeutendsten Badmintonspieler der 1930er Jahre. In dieses Jahrzehnt fallen seine bedeutendsten Erfolge. Zehn Mal war er unter anderem bei den All England erfolgreich. Bis in die Mitte der 1950er Jahre reicht seine Erfolgsbilanz, als er im Alter von 44 Jahren die French Open gewann.

## Sportliche Erfolge
| Platz | Disziplin    | Saison                       | Veranstaltung       |
| ----- | ------------ | ---------------------------- | ------------------- |
| 1     | Herreneinzel | 1932, 1934, 1936, 1937, 1938 | All England         |
| 1     | Herrendoppel | 1936, 1937, 1938             | All England         |
| 1     | Mixed        | 1939                         | All England         |
| 1     | Herreneinzel | 1937, 1939                   | Scottish Open       |
| 1     | Herrendoppel | 1937, 1947, 1950             | Scottish Open       |
| 1     | Mixed        | 1947                         | Scottish Open       |
| 1     | Herreneinzel | 1936                         | Irish Open          |
| 1     | Herrendoppel | 1932                         | Irish Open          |
| 1     | Mixed        | 1947                         | Irish Open          |
| 1     | Herrendoppel | 1938                         | Denmark Open        |
| 1     | Mixed        | 1938                         | Denmark Open        |
| 1     | Herreneinzel | 1935                         | French Open         |
| 1     | Herrendoppel | 1935, 1954                   | French Open         |
| 1     | Mixed        | 1935, 1954                   | French Open         |
| 1     | Herrendoppel | 1929                         | Welsh International |
| 1     | Mixed        | 1931                         | Welsh International |